# Mieczysław Szaleski
Mieczysław Szaleski (ur. 3 grudnia 1891 w Żołyni, zm. 16 kwietnia 1958 w Warszawie) – polski alowiolista i pedagog muzyczny.

## Życiorys
Ukończył studia w Konserwatorium Krakowskim, kształcił się także w Brukseli. W okresie dwudziestolecia międzywojennego występował w Polskim Radiu, gdzie był solistą w sekcji altówek radiowej orkiestry symfonicznej. Wspólnie z Ireną Dubiską, Tadeuszem Ochlewskim i Zofią Adamską był członkiem Kwartetu Polskiego. Należał też do założonego w 1945 roku w Łodzi kwartetu smyczkowego im. Karola Szymanowskiego. Wykładał w Państwowej Wyższej Szkole Muzycznej w Warszawie.
Został odznaczony Złotym Krzyżem Zasługi oraz łotewskim Orderem Trzech Gwiazd.